# Phlogacanthus gomezii
Phlogacanthus gomezii är en akantusväxtart som först beskrevs av Christian Gottfried Daniel Nees von Esenbeck, och fick sitt nu gällande namn av John Richard Ironside Wood. Phlogacanthus gomezii ingår i släktet Phlogacanthus och familjen akantusväxter. Inga underarter finns listade i Catalogue of Life.